# .50-110 Winchester

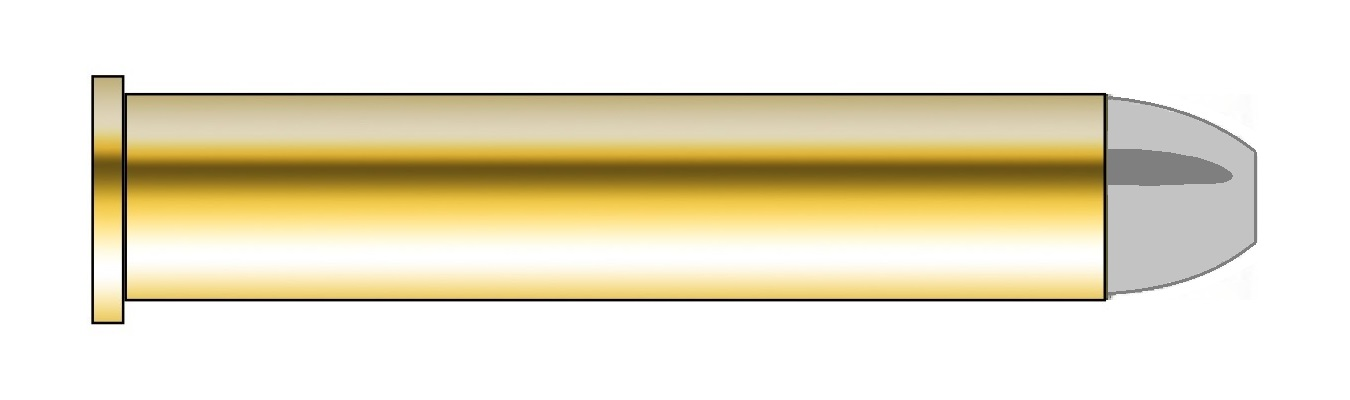
Ilustração do .50-110 Winchester.

O .50-110 Winchester ou .50-110 WCF (também conhecido como .50-100-450 WCF, com diferentes cargas) é um cartucho de fogo central para rifle, com aro em formato de "cilíndro", projetado para uso em rifles por ação de alavanca pela Winchester Repeating Arms Company em 1887 (originlamente usando pólvora negra), foi reintroduzido em 1899 com uma carga de pólvora sem fumaça.

## Visão geral

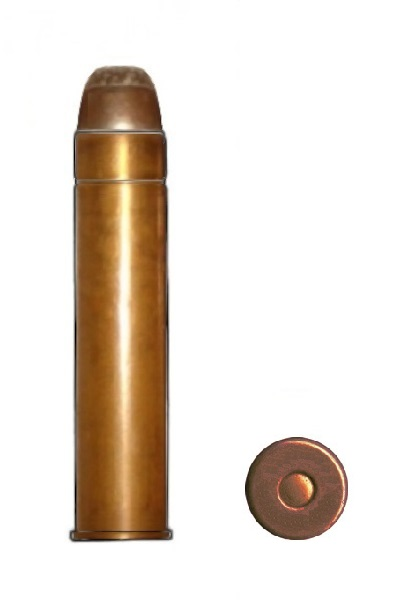
O cartucho .50-110 Winchester.

Introduzido em 1899 para o rifle de repetição Winchester Model 1886, o .50-110 WCF também estava disponível em armas de tiro único, como o Winchester 1885 Hi-Wall. Pequenas variações no peso da carga no mesmo estojo levaram à crença equivocada de que eram cartuchos diferentes, quando na verdade não eram.
Projetado para pólvora negra, o .50-110 também estava disponível em uma potente carga de pólvora sem fumaça, comparável aos "cartuchos para elefantes" britânicos. Na potência, a carga padrão era comparável ao .500 Black Powder Express contemporâneo, é eficiente para cervos, veados, alces e ursos em distâncias médias ou em bosques, e caça africana de pele fina, mas não animais perigosos, como elefantes. Com a carga de pólvora sem fumaça de alta velocidade, o 50-110 estava na mesma classe do .444 Marlin, e sua potência era maior que a do .348 e do .358 Winchester.
A Winchester continuou a oferecer o cartucho comercialmente até 1935 e, embora ainda seja oferecido por alguns fabricantes, devido à sua obsolescência e obscuridade resultante, é significativamente mais caro do que os cartuchos mais atuais - com média de US $ 3 a $ 4 por cartucho. Além disso, armas mais modernas como o novo browning 1886 71 Winchester e os novos Winchesters 1886, feitos no Japão, são capazes de suportar pressões muito mais altas. Enquanto o 50-110 WCF original (pólvora negra) com uma bala de 300 grãos (19,4 gramas), chegava a 600 pés por segundo gerando fps for 1.720 libras-pé de energia, um cartucho moderno com carga +P e uma bala de 525 grãos (34,0 gramas), pode atingir 1.850 pés por segundo para 3.989 libras-pé de energia.

## Dimensões

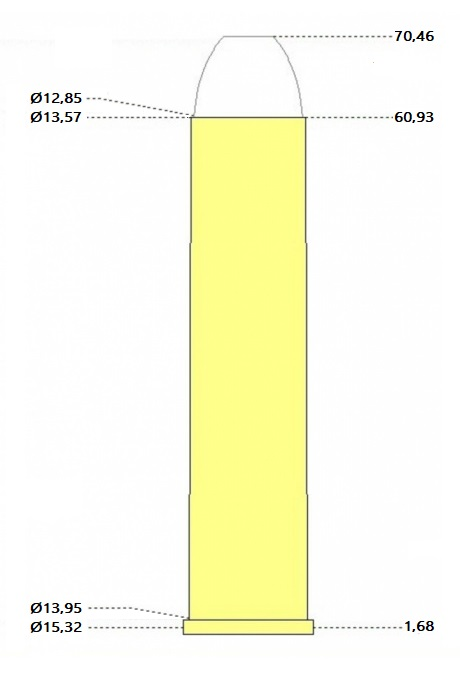

### Bibiografia
- Barnes, Frank C. (1972). Cartridges of the World (em inglês) 3.ª ed. [S.l.]: Digest Books. 378 páginas. ISBN 978-0-69580-326-1